# Nicholas Andrike
Nicholas Andrike – marszalski koszykarz, reprezentant kraju na arenie międzynarodowej.
W 2005 roku, jego zespół wziął udział w miniigrzyskach Pacyfiku rozgrywanych na Palau. Podczas tego turnieju wystąpił w pięciu meczach, w których zdobył 13 punktów, jednak jego ekipa nie odegrała większej roli w zawodach (zespół ten zajął ostatnie 8. miejsce). Andrike grał łącznie przez około 90 minut.
Reprezentował swój kraj także w innych mniejszych turniejach, m.in. w zawodach Micronesia Basketball Tournament.

## Statystyki z miniigrzysk Pacyfiku
| Rok  | Reprezentacja   | M | MPG  | FG%   | 3P%         | FT% | APG | SPG | BPG | PPG |
| ---- | --------------- | - | ---- | ----- | ----------- | --- | --- | --- | --- | --- |
| 2005 | Wyspy Marshalla | 5 | 18,0 | 42,9% | brak danych | 20% | 2   | 1,2 | 0,2 | 2,6 |